# Ulica Myśliwiecka w Warszawie

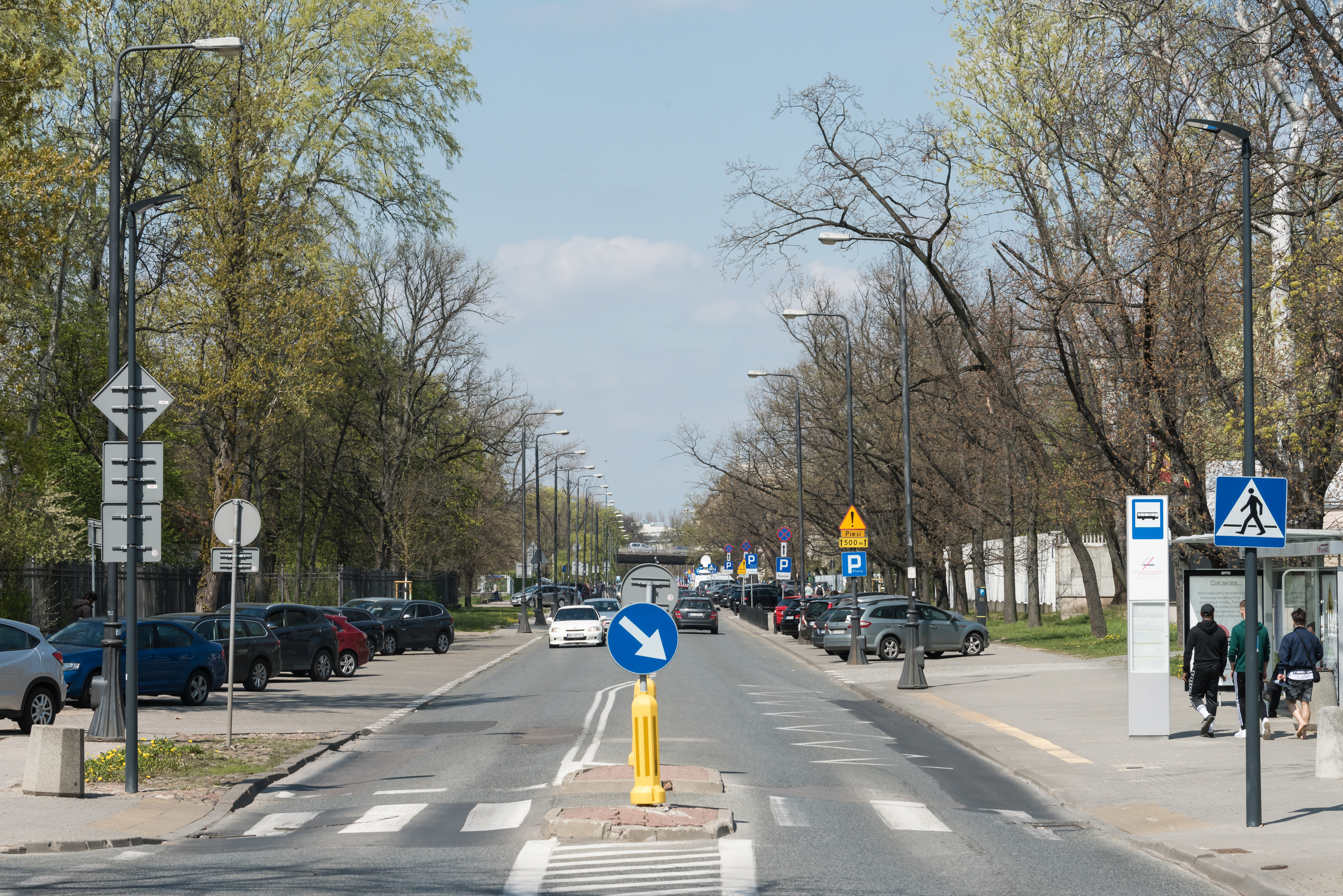
Ulica Myśliwiecka przy ul. Szwoleżerów

Ulica Myśliwiecka – ulica w warszawskiej dzielnicy Śródmieście.

## Przebieg
Ulica rozpoczyna swój bieg od skrzyżowania z ulicami Agrykola i Szwoleżerów i biegnie w kierunku północnym przecinając ulicę Janusza Kusocińskiego, na swoim biegu napotyka rondo hm. Stanisława Sedlaczka, na nim skręca ku górze skarpy wiślanej i napotyka jeszcze Hoene-Wrońskiego, jej przedłużeniem w kierunku zachodnim jest ulica ul. Górnośląska. Nad rondem hm. Sedlaczka przebiega Trasa Łazienkowska, która nie ma połączenia z ulicą.

## Historia
Dawna droga będąca zjazdem z traktu Ujazdowskiego (obecnie ulica Wiejska) do ulicy Czerniakowskiej. Do połowy XIX wieku nosiła nazwę Zdrowej, zmienionej następnie na Zdrowia, ponieważ biegła wśród ogrodów. W końcu XVIII wieku znajdował się przy niej pałac Stanisława Poniatowskiego. 
Obecna nazwa, pochodząca od pałacu Myślewickiego w Łazienkach, została nadana w II połowie XIX wieku.
Przed 1901 pod nr 3/7 wzniesiono pawilon ujeżdżalni wojsk rosyjskich, będących częścią znajdujących się na tym terenie koszar. W 1924 gmach został przebudowany i dostosowany do potrzeb Państwowego Urzędu Wychowania Fizycznego i Przysposobienia Wojskowego. W 1950 został on po raz kolejny przebudowany dla Polskiego Radia. Ostatnia modernizacja miała miejsce w latach 1995–1997.
W latach 30. XX wieku przy ulicy funkcjonowała Miejska Szkoła Sztuk Zdobniczych i Malarstwa.
W latach 1991–1994 przy ulicy wzniesiono licowany białym marmurem gmach Ambasady Hiszpanii zaprojektowany przez Javiera Carvajala Ferrera. W 2018 parkowi położonemu po zachodniej stronie ulicy nadano nazwę park Tadeusza Mazowieckiego.

## Ważniejsze obiekty
- Teatr Klasyki Polskiej (nr 1)
- Ambasada Indii (nr 2)
- Ambasada Królestwa Hiszpanii (nr 4)
- Park Agrykola
- Kanał Piaseczyński
- Siedziba Programu III Polskiego Radia, Polskiego Radia RDC i Muzycznego Studia Polskiego Radia im. Agnieszki Osieckiej (nr 3/5/7)
- II Liceum im. Stefana Batorego (nr 6)
- Akademia Sztuk Pięknych w Warszawie (Wydziały Architektury Wnętrz i Wzornictwa) (nr 8)
- Warszawskie Centrum Sportu Młodzieżowego „Agrykola” (nr 9)
- Park Tadeusza Mazowieckiego
- Willa Rudolfa Świerczyńskiego (nr 12)
- Ambasada Republiki Tunezyjskiej (nr 14).